# إلمر غينر
إلمر غينر (بالإنجليزية: Elmer Gainer)‏ مواليد 22 نوفمبر 1918، كان لاعب كرة سلة أمريكي. بدأ مسيرته الاحترافية في سنة 1941. تم اختياره من قبل فريق بالتيمور باليتس خلال الدرافت. بلغ طوله 6 قدم 6 بوصة (2.0 م). اعتزل اللعب في 1950.

## المسيرة الاحترافية
لعب مع شيبويغن ريد سكينز في موسم 1943–1944، ثم لعب مع بالتيمور باليتس في موسم 1947–48، ثم لعب مع دنفر ناغتس في موسم 1948–1949.

## روابط خارجية
- إلمر غينر على موقع إن بي أي (الإنجليزية)
- إلمر غينر على موقع سبورتس رفرنس (الإنجليزية)
- إلمر غينر على موقع ريلجم (الإنجليزية)
- إلمر غينر على موقع بروبوليرز (الإنجليزية)
- إلمر غينر على موقع سبورتس رفرنس (الإنجليزية)